# Bauhinia augusti
Espèce
Statut de conservation UICN

 VU (needs updating) D2 : Vulnérable
Bauhinia augusti est une espèce de plantes à fleurs de la famille des Fabacées endémique du Pérou.